# Julius Skutnabb
Julius Ferninand Skutnabb (* 12. Juni 1889 in Helsinki; † 26. Februar 1965 ebenda) war ein finnischer Eisschnellläufer.
Der Feuerwehrmann debütierte 1914 bei den Allroundweltmeisterschaften. Durch den Ersten Weltkrieg wurde seine vielversprechende Karriere unterbrochen und so konnte er nur auf nationaler Ebene Titel sammeln. Skutnabb wurde 1914, 1916 und 1917 finnischer Allroundmeister. 1922 wurden die Weltmeisterschaften wieder neu aufgenommen und er wurde 1922 mit fast 32 Jahren Fünfter und 1923 Sechster.

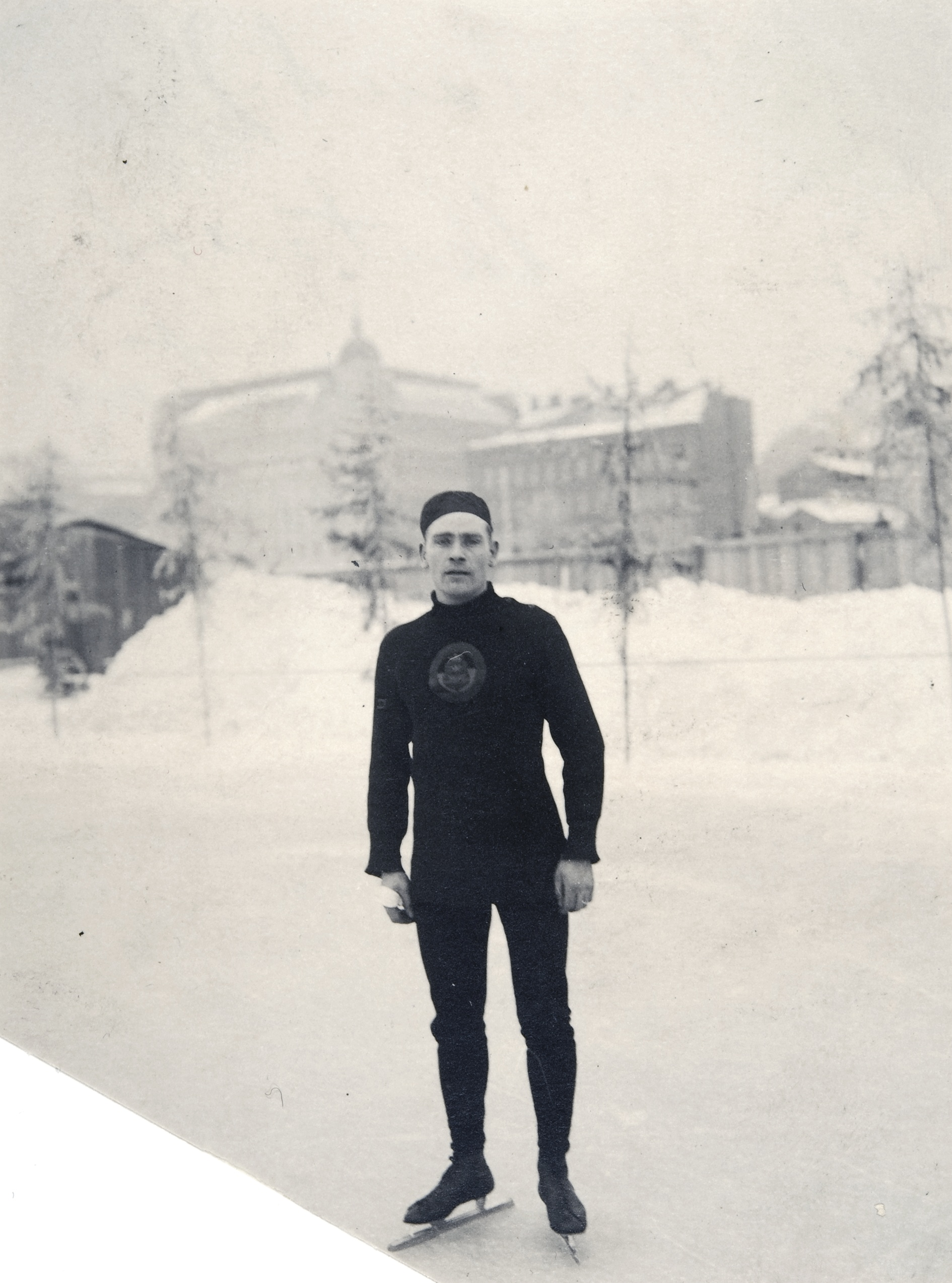
Julius_Skutnabb 1924 in Chamonix

Sein bestes Jahr im Eisschnelllauf war das Jahr 1924. Bei den Olympischen Spielen in Chamonix wurde er Olympiasieger im Eisschnelllauf. Nachdem er hinter Clas Thunberg die Silbermedaille über 5000 Meter gewonnen hatte, wurde er am nächsten Tag Olympiasieger über 10.000 Meter, diesmal vor Clas Thunberg, der Silber gewann. Bei dem ersten und einzigen Mehrkampf-Wettbewerb bei Olympischen Spielen 1924 gewann er die Bronzemedaille.
Mit 38 Jahren holte er 1928 bei den Olympischen Spielen in St. Moritz noch einmal Silber über 5000 Meter.
Der Finnlandschwede Skutnabb ist unter den „50 Sportgrößen aller Zeiten im schwedischsprachigen Finnland“ (Svenskfinlands 50 största idrottshjältar genom tiderna), einer 2020 von Svenska Yle veröffentlichten Bestenliste.

## Persönliche Bestzeiten
| Strecke  | Zeit        | Datum | Ort |
| -------- | ----------- | ----- | --- |
| 500 m    | 44,8 s      | 1926  |     |
| 1500 m   | 2:24,2 min  | 1926  |     |
| 5000 m   | 8:44,0 min  | 1926  |     |
| 10.000 m | 17:59,3 min | 1922  |     |